# John Rutherfurd
John Rutherfurd (New York, 1760. szeptember 20. – Rutherford, 1840. február 23.) az Amerikai Egyesült Államok szenátora (New Jersey, 1791–1798).